# Cornelia Clapp
Cornelia Maria Clapp (Montague, Massachusetts, 17 de març de 1849 - 31 de desembre de 1934) va ser una zoòloga i acadèmica estatunidenca especialitzada en biologia marina. Va ser la primera filla de dos mestres i va ser considerada una de les millors zoòlogues dels Estats Units de la seva època.
Clapp va estudiar a la Universitat de Syracuse i a la Universitat de Chicago i va obtenir el primer i segon Bachelor of Philosophy atorgats a una dona dels Estats Units, el 1888 i el 1896, respectivament. El laboratori Cornelia Clapp del Mount Holyoke College, construït el 1924 per a les classes de biologia, va ser anomenat en el seu honor.

## Educació i carrera
Clapp va completar l'equivalent d'un programa de grau al Mount Holyoke Female Seminary (precursor del que avui és el Mount Holyoke College) el 1871 abans de passar un any ensenyant llatí en internats d'homes a Andalusia (Pennsilvània).
Va tornar a Mount Holyoke el 1872 i va ensenyar matemàtiques i història natural abans de convertir-se en instructora de gimnàstica des de 1876 a 1891.
Clapp va continuar els seus extensos estudis de postgrau a l'Escola d'Història Natural de Louis Agassiz a l'illa Penikese, Buzzards Bay (Massachusetts). Va adoptar la màxima d'Agassiz: "estudia la natura, no els llibres!" i la va aplicar al seu propi ensenyament.
Juntament amb altres entomòlegs de Nova Anglaterra, Clapp va recol·lectar insectes de les White Mountains (Nou Hampshire) l'estiu de 1875 i dels estats de l'Atlàntic mitjà el 1877 (els llocs incloïen l'estació marina de la Universitat Johns Hopkins a Beaufort i la Smithsonian Institution a Washington).
Clapp també va completar estudis breus sobre embrions de pollets i sobre cucs al Massachusetts Institute of Technology sota el guiatge de W. T. Sedgwick i al Williams College a principis de la dècada de 1880. Començant el 1888, Clapp va estar afiliada al Laboratori Biològic Marí de Woods Hole (Massachusetts), on va conduir recerques i després es va convertir en docent i administradora. La seva dissertació doctoral sobre peixos gripau va ser publicada al Journal of Morphology el 1889.
Quan Mount Holyoke va fer la transició de seminari a universitat el 1888, Clapp va rebre una llicència de tres anys per obtenir un doctorat a la Universitat de Chicago. En tornar a Mount Holyoke, va ajudar a organitzar el departament de zoologia i, el 1904, va ser nomenada professora de zoologia. Malgrat ser coneguda principalment com a educadora i no ser autora de massa publicacions científiques, va ser nomenada el 1906 una dels 150 zoòlegs més importants dels Estats Units per la revista científica American Man of Science.

## Llegat

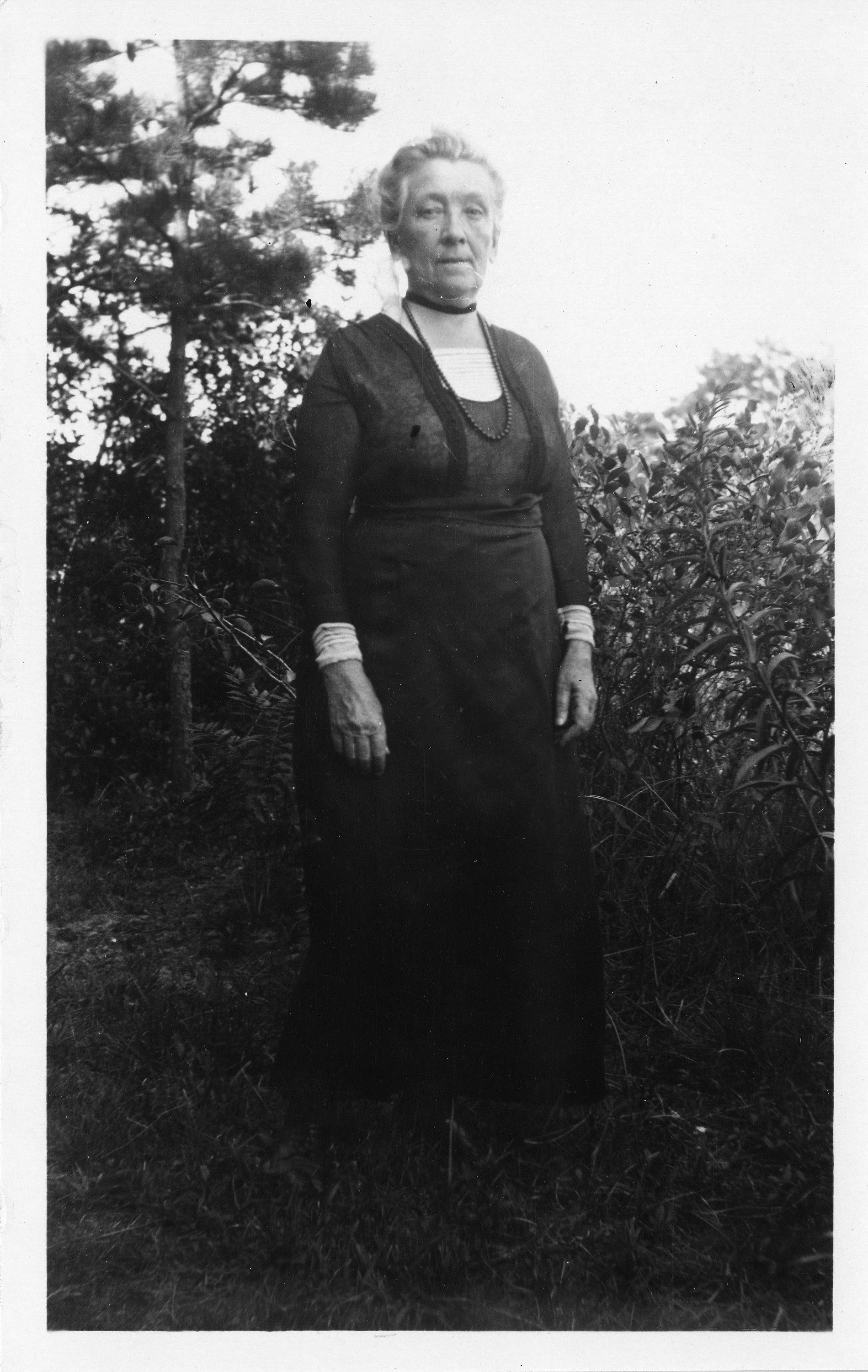
Cornelia en la seva vida adulta.

En una època en què el món de la ciència començava a obrir-se a les dones, la influència de Cornelia Clapp com a mestra va ser important i duradora. Encara que va publicar poc durant la seva carrera, la seva major influència va ser divulgar el coneixement científic i donar oportunitats a les dones mitjançant l'educació.
El seu mètode d'ensenyament directe pot notar-se en l'experiència de Louise Baird Wallace, que va arribar a Mount Holyoke el 1891. El director de la seva escola a Ohio li va dir: "Has d'estudiar amb la Dra. Clapp. Ella té gripaus vius en tancs". Sobre Clapp, Louise va escriure: "Vaig venir, la vaig veure; ella em va conquistar. Vaig sentir en aquest moment, i ho he sentit des de llavors, que mai havia estat completament viva fins que no la vaig conèixer.”